# Tadeusz Boy-Żeleński
 (juin 2025).
Si vous disposez d'ouvrages ou d'articles de référence ou si vous connaissez des sites web de qualité traitant du thème abordé ici, merci de compléter l'article en donnant les références utiles à sa vérifiabilité et en les liant à la section « Notes et références ».
Tadeusz Kamil Marcjan Żeleński, plus connu sous le pseudonyme Tadeusz Boy-Żeleński, né le 21 décembre 1874 à Varsovie (Pologne) et mort fusillé par les Allemands le 4 juillet 1941 à Lwów (aujourd’hui en Ukraine), est un écrivain, poète et satiriste polonais. Il est également médecin et essayiste mais aussi critique littéraire et traducteur du français vers le polonais.

## Biographie
Les parents de Boy-Żeleński, le compositeur Władysław Żeleński et Wanda née Grabowska, élève et amie de la militante féministe Narcyza Żmichowska, aiment recevoir et Oskar Kolberg, Władysław Mickiewicz ou Ignacy Paderewski comptent parmi les habitués de la maison. Le jeune Tadeusz grandit entouré des arts et des artistes.

### Cracovie
En 1881, la famille Żeleński quitte Varsovie pour Cracovie et le futur satiriste entame son éducation au gymnase Sainte-Anne, puis il étudie la médecine à l'université Jagellonne de Cracovie. En 1900, Boy-Żeleński obtient son diplôme de médecine et, un an après, commence à travailler à la clinique pédiatrique de l'Université Jagellonne. Il publie plusieurs articles scientifiques dans le domaine de la pédiatrie dans des revues médicales professionnelles et il exporte en Pologne l'association La Goutte de lait qui s'occupe de l'hygiène nutritionnelle, des soins et de la protection des nourrissons. Il en est le directeur polonais et le conseiller médical.
Durant la période des études, la situation matérielle des parents de Boy-Żeleński se dégrade. Des obligations mal placées font que la famille perd la plupart de ses biens. Boy-Żeleński est obligé d'arrêter ses études pendant un an. Il tombe dans une habitude de jeu. Fasciné par Stanisław Przybyszewski, il mène une vie de bohème et tombe amoureux de la femme fatale de cette époque - Dagny Juel, épouse de Przybyszewski. Elle est assassinée en 1901.
En 1904, Boy-Żeleński épouse Zofia Pareńska (la « belle Zosia » dans le drame de Stanisław Wyspiański, Les Noces). Son père, Stanisław Pareński, est un des professeurs de Tadeusz et c'est lui qui l'aide à obtenir des bourses à l'étranger (dont à Paris, en France) et ensuite un travail à l'hôpital. De cette union naîtra Stanisław Żeleński, acteur.
Boy-Żeleński tombe amoureux de Paris. Il traduit en polonais des œuvres les plus significatives de la littérature française tout au long de sa vie. C'est lui qui réintroduit la littérature française en Pologne. Pour ses traductions de l’œuvre de Molière, il reçoit en 1914 les Palmes académiques. En 1927, il recevra également la croix d'officier de la Légion d'honneur et en 1934, la croix de commandeur pour l'ensemble de son œuvre de traducteur. De l'avis des critiques polonais, Boy-Żeleński réussit à créer la langue et le style du classicisme polonais pour transmettre le classicisme français. Il transmet le sens de l'œuvre non seulement à travers le contenu, mais aussi à travers son rythme, mélodie, son, construction de la phrase. En 1958, Jan Błoński l'appelle le « Shakespeare de la traduction »[réf. nécessaire].

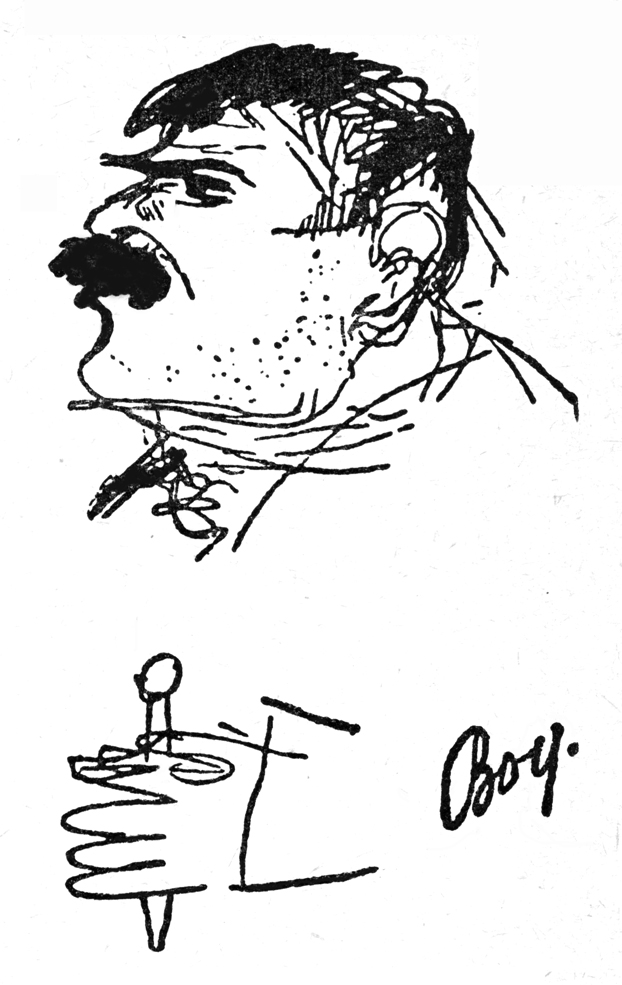
Tadeusz Boy-Żeleński à l'époque du cabaret Zielony Balonik à Jama Michalika.

À son retour en Pologne en 1906, il rejoint le cabaret satirique Zielony Balonik (Petit Ballon vert), pour lequel il écrit sketches, poèmes, chansons satiriques, histoires courtes. Le recueil Petits mots (Słówka, 1913) qui en résulte est une sorte de chronique de la vie de Cracovie de 1900 à 1910. Boy-Żeleński critique et ridiculise les autorités conservatrices et la morale hypocrite des habitants de la ville, tout comme le style grandiloquent du mouvement Jeune Pologne et de la bohème. L'érotisme est son sujet de prédilection. Il s'attaque à son image prude, en montrant son aspect biologique et physiologique. Cependant, l'érotisme de Żeleński est toujours élégant, léger et drôle. La démystification des mœurs est pour lui indissociable de la polémique littéraire. Cela lui vaut d'ailleurs une réputation sulfureuse d'enfant terrible de la littérature polonaise. Cependant nombreux fins mots de Boy-Żeleński entrent durablement dans le langage quotidien des Polonais.
Au début de la Première Guerre mondiale, il est enrôlé dans l'armée austro-hongroise comme médecin dans une unité des chemins de fer. Après la guerre, il retourne en Pologne et, en 1919, il arrête de travailler comme médecin et se concentre désormais entièrement à l'écriture. Il est embauché comme critique de théâtre à la revue Le Temps, publiée à Cracovie.

### Varsovie
En 1922, il emménage à Varsovie et prend la direction littéraire du Théâtre polonais. Il travaille alors pour différents quotidiens et magazines et devient peu à peu une figure de l'intelligentsia libérale et démocratique. Boy-Żeleński juge la littérature polonaise sévèrement. Il trouve la tradition romantique polonaise irrationnelle. Ses essais critiques des années 1927-1928 rassemblés dans le livre Gens vivants traitent des artistes tels que Narcyza Żmichowska, Stanisław Przybyszewski, Stanisław Wyspiański et Adam Mickiewicz. Boy est conscient de l'épuisement de la formule biographique traditionnelle, qui avait des objectifs principalement didactiques voire patriotiques, et faisaient des êtres humains des monuments. À la place, il postule de redescendre les artistes de leurs piédestaux et de les décrire comme êtres humains avec tout ce qu'ils ont; du charnel et du moins noble.
En 1928, il obtient le prix du meilleur critique littéraire, décerné par l'Association polonaise des éditeurs, bien qu'il soit la cible de violentes critiques du milieu conservateur polonais, en particulier pour ses positions libérales et sa vision d'Aleksander Fredro, loin du cadre du barde national. Boy remporte la bataille pour Fredro. Des érudits littéraires tels que Julian Krzyżanowski et Jan Lorentowicz tiennent le livre de Boy en haute estime. Aujourd'hui[Quand ?], il est considéré[Par qui ?] comme la « critique littéraire la plus mature de Boy ».
Boy-Żeleński n'hésite pas à critiquer l'apparente moralité du clergé qu'il juge hypocrite. Il est également l'un des plus ardents défenseurs de l'égalité des femmes et l'un des premiers personnages publics polonais à soutenir le droit à l'avortement. Dans un fameux article dont le titre est « Une vie choisie », il fait l’éloge de la contraception et de l'éducation sexuelle. Toute sa vie, il fut un fervent défenseur du droit à l'avortement, demandant sa légalisation afin de protéger les femmes des dangers des avortements clandestins. Il est soutenu par de nombreux écrivains et journalistes libéraux, bien que le véritable effet de la campagne soit plus important, à savoir l'ouverture en Pologne du premier centre de planification familiale, qui fournit gratuitement des conseils relatifs à la contraception. Boy-Żeleński codirige le centre avec Irena Krzywicka avec laquelle il partage des idées mais aussi sa vie pendant dix ans.
En 1933, Boy-Żeleński est élu membre de L'Académie polonaise de littérature et reçoit le Prix littéraire de Varsovie.

### Lwów
En 1939, après le début de la Seconde Guerre mondiale, il fuit l'avancée de l’armée allemande et s'installe à Lwów, chez le beau-frère de sa femme, le professeur Jan Grek. En octobre 1939, la nouvelle direction soviétique de l'université de Lwów lui offre alors la chaire d'histoire de littérature française. Au cours de cette période, il publie des textes écrits en polonais dans les journaux soviétiques. Il devient un membre actif du Cercle littéraire polonais de Lwów, fait partie du collège rédactionnel de la revue des écrivains soviétiques Nouveaux horizons, publie des articles dans L'Étendard rouge et participe à de nombreuses manifestations de propagande.
Le 19 novembre 1939, il cosigne une déclaration faite par certains écrivains polonais et qui salue l'annexion de l'Ukraine Occidentale par l'URSS.
Il meurt fusillé par les Allemands dans la nuit du 3 au 4 juillet 1941 lors du massacre des professeurs de Lwów où périssent 28 professeurs de l'université et leur famille.

## Hommages
Depuis 1972, le théâtre Bagatela de Cracovie porte son nom.
En France, une rue et une école maternelle portent aujourd'hui son nom dans le 10e arrondissement de Paris.